# Cap de Rodon
Le cap de Rodon (en albanais : Kepi i Rodonit) ou cap de Skanderbeg (en albanais : Kepi i Skenderbeut) est un cap rocheux sur la mer Adriatique au nord de Durrës, en Albanie. Sur le cap se trouve le château Rodoni, construit par Skanderbeg en 1463 et l'église Saint-Antoine. Plus au sud, dans la baie entre le cap et la réserve de Rrushkull, il existe plusieurs stations balnéaires comme Fshati Turistik Lura.

## Nom
Le nom Redon apparaît dans d'antiques inscriptions trouvées à Santa Maria di Leuca (aujourd'hui Lecce) et sur des pièces de monnaie frappées par la ville illyrienne de Lissos, suggérant qu'il était vénéré comme la divinité gardienne de la ville et probablement comme un dieu de la mer. Le fait que Redon ait toujours été représenté sur les pièces de monnaie portant un petasos démontre un lien avec les voyages et la voile, ce qui a conduit les historiens à la conclusion que Redon était la divinité protectrice des voyageurs et des marins. En effet, les inscriptions de Santa Maria di Leuca ont été sculptées par les équipages de deux navires marchands romains pilotés par des Illyriens. Des inscriptions mentionnant Redon ont également été trouvées sur des pièces de monnaie des villes illyriennes de Daorson et Scodra, et même dans des découvertes archéologiques de Dyrrhachium après l'établissement d'une colonie romaine là-bas. Son nom continue d'être utilisé dans le Kepi i Rodonit albanais, qui pourrait être analysé comme un sanctuaire illyrien dédié au dieu des marins dans le passé.

## Voir également
- Géographie de l'Albanie